# L'Île de Calypso : Ulysse et le Géant Polyphème
L'Île de Calypso : Ulysse et le Géant Polyphème je francouzský němý film z roku 1905. Režisérem je Georges Méliès (1861–1938). Film trvá zhruba 4 minuty.
Jedná se pravděpodobně o první filmovou adaptaci eposu Odysseia od Homéra.

## Obsazení
| Georges Méliès | Odysseus |